# Верный Капитал
«Верный Капитал» (ТОО Verny Capital) —  управляющая инвестиционная компания.
Сферы деятельности компании: управление инвестиционными проектами в горнодобывающей промышленности, секторе телекоммуникаций, в сфере финансовых услуг, средствах массовой информации, образовании, а также в сфере недвижимости.

## История
Булат Утемуратов является ключевым инвестором в проектах, которыми управляет "Верный Капитал".
В 2007 году состоялась продажа принадлежавшего Булату Утемуратову АТФ Банка итальянской группе UniCredit за 2.2 миллиарда долларов.
Средства, вырученные от сделки, были направлены на инвестиции в проекты компании «Верный капитал». Первые крупные проекты, такие как сотовый оператор «Кар-Тел» (Beeline Казахстан) появились ещё до продажи АТФ Банка. После завершения сделки среди значимых проектов оказались такие, как приобретение Васильковского месторождения золота, цементного завода в Кыргызстане, строительство и приобретение объектов коммерческой недвижимости, включая гостиницы.
На сегодняшний день портфель проектов "Верного Капитала" включает в себя компании, работающие в самых разных сферах деятельности - телекоммуникации, финансы, природные ресурсы, потребительские товары и услуги, образование, недвижимость.

## Руководство
С 1 января 2024 года пост генерального директора компании занимает Айдан Аканов. Ранее пост первого руководителя занимали - Ерлан Оспанов, Тимур Исатаев.

## Активы «Верный Капитал»

### Телекоммуникации
Компания контролирует следующие телекоммуникационные активы:
- Оператор связи «Beeline Казахстан». Компании принадлежит 25% доли в ТОО «КаР-Тел», остальные 75% находятся у транснациональной Veon.
- Оператор связи «Beeline Кыргызстан». Компании принадлежит 49,9% доли в ООО «Sky Mobile», остальные 50,1% находятся у транснациональной Veon.

### СМИ и медиа
- «Vi Казахстан» оператор медиарекламного рынка.

### Банки и финансы
- АО «ForteBank»

### Объекты образования
- НАО «Университет Нархоз» (100% доля).
- Школы Haileybury Astana и Haileybury Almaty[9]

### Природные ресурсы
- RG Gold (добыча золота)

### Недвижимость
- О тель The Ritz-Carlton, Astana
- Отель The Carlton, Moscow
- Отель The Ritz-Carlton, Vienna
- Отель Rixos Borovoe
- Бизнес-центры в Алматы: Park View Tower, Prime Business Park, Pine Office Park; в Астане: Talan Towers Offices[10] и Жартас («Global Development» - компания по управлению бизнес-центрами).

### Потребительские товары и услуги
- Сеть ресторанов быстрого питания «Burger King» в Казахстане (ТОО «QSR»).

## Социальная и экологическая ответственность
Компания позиционирует себя как социально ответственную.
С 2016 года внедрена система стипендий в Университете Нархоз.
В 2022 году была завершена реконструкция главного кампуса Университета «Нархоз» с ориентиром на устойчивое развитие.
Башни Talan Towers Business Center были построены в соответствии с ситемой сертификации «Зелёного здания» LEED (Leadership in Energy and Environmental Design).